# Lukas Foss
Lukas Foss (født 15. august 1922 i Berlin, Tyskland, død 1. februar 2009 på Manhattan, New York, USA) var en amerikansk komponist, pianist, dirigent og musikprofessor.
Foss begyndte at komponere musik som 7-årig , og fik det første offentliggjort som 15-årig. Han studerede under Sergei Koussevitsky i Tanglewood, spillede klaver som solist med forskellige orkestre og var musikalsk leder af Buffalo Philharmonics (1963-1970) og Brooklyn Philharmonics (1971 – ?).
Lukas Foss var influeret af Charles Ives, men slog over i en mere romantisk retning. Han har komponeret i alle genrer.

## Udvalgte værker
- Symfoni nr. 1 (1944)  - for orkester
- Symfoni nr. 2 "Koral Symfonier" (1955-1958) - for orkester
- Symfoni nr. 3 "Sorgens symfoni" (1989-1990) - for fortæller, klaver og stort orkester
- Symfoni nr. 4 "Vindue til fortiden" (1995) - for orkester
- "Symfonisk fantasi" (2001) - for orkester
- "Prærien" (1944) (orkestersuite) - for orkester
- "Tidscyklusser" (1959-1960) - for sopran og orkester
- "Den springende frø i Calaveras amt" (1949) - opera
- 2 Klaverkoncerter (1943, 1949-1951, Rev. 1952) - for klaver og orkester
- Obokoncert (1947-1948) - for obo og orkester
- "Folkesang" (1975-1976, Rev. 1978) - for orkester
- "Elegi for Anne Frank" (1989) - for kammerorkester, klaver og deklamatør
- Klaverkoncert for venstre hånd (1993) - for klaver og orkester
- 5 Strygekvartetter (1947, 1973, 1975, 1998, 2000)